# Cafetit
Cafetit ist ein sehr selten vorkommendes Mineral aus der Mineralklasse der „Oxide und Hydroxide“ mit der idealisierten chemischen Zusammensetzung CaTi2O5·H2O und ist damit chemisch gesehen ein wasserhaltiges Calcium-Titan-Oxid.
Cafetit kristallisiert im monoklinen Kristallsystem und entwickelt meist nadelige bis säulige Kristalle mit gestreiften Prismenflächen. Daneben findet er sich auch in Form faseriger, verworrener Mineral-Aggregate und Massen. Die durchsichtigen bis durchscheinenden Kristalle sind meist hellgelb bis farblos, können aber auch eine orangebraune Farbe annehmen.

## Etymologie und Geschichte
Erstmals entdeckt wurde Cafetit im Afrikanda-Massiv (russisch: Африканда) in der Oblast Murmansk auf der russischen Halbinsel Kola. Die Erstbeschreibung des Minerals erfolgte 1959 durch Alexander Alexandrowitsch Kucharenko, W. W. Kondratjewa und W. M. Kowjasina, die es nach seiner chemischen Zusammensetzung aus Ca, Fe und Ti benannten.
Typmaterial des Minerals wird im Mineralogischen Museum der Universität Sankt Petersburg unter der Katalog-Nr. 13420-21 sowie im Mineralogischen Museum der Russischen Akademie der Wissenschaften in Moskau unter den Katalog-Nr. 72024 aufbewahrt.

## Klassifikation
In der veralteten 8. Auflage der Mineralsystematik nach Strunz gehörte der Cafetit zur Mineralklasse der „Oxide und Hydroxide“ und dort zur Abteilung „MO2- und verwandte Verbindungen“, wo er gemeinsam mit Belyankinit, Gerasimovskit, Manganbelyankinit, Priderit und Redledgeit im Anhang zur „Rutil-Reihe“ mit der Systemnummer IV/D.02 und den Hauptmitgliedern Kassiterit, Plattnerit, Rutil und Varlamoffit steht.
In der zuletzt 2018 überarbeiteten Lapis-Systematik nach Stefan Weiß, die formal auf der alten Systematik von Karl Hugo Strunz in der 8. Auflage basiert, erhielt das Mineral die System- und Mineralnummer IV/D.20-015. Dies entspricht der Klasse der „Oxide und Hydroxide“ und dort der Abteilung „Oxide mit dem Stoffmengenverhältnis Metall : Sauerstoff = 1 : 2 (MO2 und verwandte Verbindungen)“, wo Cafetit zusammen mit Anzait-(Ce), Kassit, Kobeit-(Y) und Lucasit-(Ce) eine unbenannte Gruppe mit der Systemnummer IV/D.20 bildet.
Die von der International Mineralogical Association (IMA) zuletzt 2009 aktualisierte 9. Auflage der Strunz’schen Mineralsystematik ordnet den Cafetit in die Klasse der „Oxide (Hydroxide, V[5,6]-Vanadate, Arsenite, Antimonite, Bismutite, Sulfite, Selenite, Tellurite, Iodate)“ und dort in die Abteilung „Hydroxide (ohne V oder U)“ ein. Hier ist das Mineral in der Unterabteilung „Hydroxide mit H2O ± (OH); Lagen kantenverknüpfter Oktaeder“ zu finden, wo es als einziges Mitglied eine unbenannte Gruppe mit der Systemnummer 4.FL.75 bildet.
In der vorwiegend im englischen Sprachraum gebräuchlichen Systematik der Minerale nach Dana hat Cafetit die System- und Mineralnummer 08.07.03.01. Das entspricht der Klasse der „Oxide und Hydroxide“ und dort der Abteilung „Mehrfache Oxide mit Nb, Ta und Ti“. Hier findet er sich innerhalb der Unterabteilung „Mehrfache Oxide mit Nb, Ta und Ti“ als einziges Mitglied in einer unbenannten Gruppe mit der Systemnummer 08.07.03.

## Kristallstruktur
Cafetit kristallisiert monoklin in der Raumgruppe P21/n (Raumgruppen-Nr. 14, Stellung 2) mit den Gitterparametern a = 4,9436(15) Å; b = 12,109(4) Å; c = 15,911(5) Å und β = 98,937(5)° sowie 8 Formeleinheiten pro Elementarzelle.

## Bildung und Fundorte

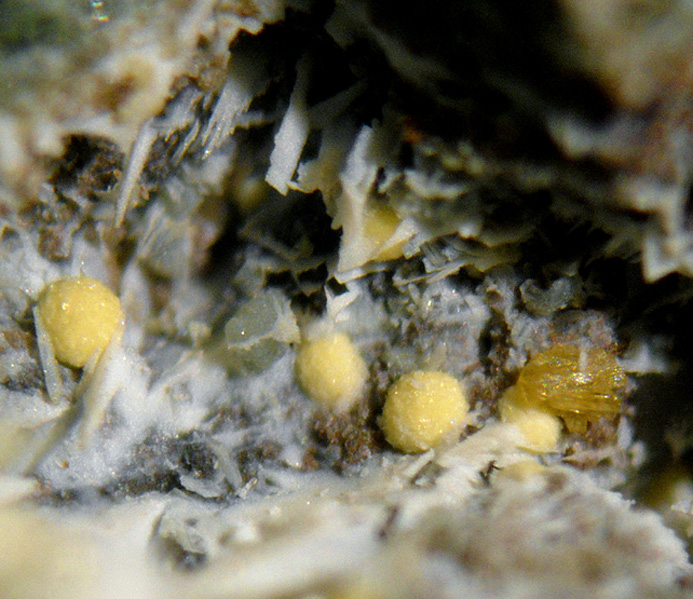
Hellgelbe Kassit-Sphärolithe mit gelborangen, tafeligen Cafetit-Kristallen in einer Matrix aus Lizardit aus dem Steinbruch Val di Serra, Pilcante, Ala, Provinz Trentino, Italien (Bildbreite 2 mm)

Cafetit bildet sich in miarolitischen Hohlräumen während der Spätphase der Abkühlung magmatischer Gesteine, vorwiegend in Pegmatiten und Pyroxeniten. Als Begleitminerale treten unter anderem Anatas, Baddeleyit, Ilmenit, Kassit, Klinochlor, Perowskit, Phlogopit, Titanit und Titanomagnetit auf.
Neben seiner Typlokalität im Afrikanda-Massiv, das südwestlich der Chibinen und südlich des Imandra-Sees liegt, konnte das Mineral in Russland noch am Kukiswumtschorr in den Chibinen und im Bergwerk Kowdor im gleichnamigen Bergmassiv in der Oblast Murmansk nachgewiesen werden.
Weltweit fand man Cafetit bisher (Stand 2017) nur noch im Steinbruch Cava Val di Serra (Gemeinde Ala) in der italienischen Provinz Trentino. Ein weiterer Fundort bei Gordon Butte im Meagher County des US-Bundesstaates Montana ist zweifelhaft bzw. bisher nicht bestätigt worden.